# Belgische kampioenschappen atletiek 1995
In 1995 werden de Belgische kampioenschappen atletiek Alle Categorieën gehouden op 15 en 16 juli in Oordegem. 
De nationale kampioenschappen 10.000 m voor mannen en vrouwen werden in het voorjaar op 29 april verwerkt in Sint-Niklaas.

## Uitslagen

### 100 m
| rang   | atleet          | prestatie (1,5 m/s) |
| ------ | --------------- | ------------------- |
| Goud   | Patrick Stevens | 10,23 s             |
| Zilver | Erik Wijmeersch | 10,41 s             |
| Brons  | Gaetan Bernard  | 10,42 s             |

| rang   | atlete           | prestatie (0,4 m/s) |
| ------ | ---------------- | ------------------- |
| Goud   | Sandrine Hennart | 11,74 s             |
| Zilver | Nancy Callaerts  | 11,75 s             |
| Brons  | Kim Gevaert      | 11,81 s             |

### 200 m
| rang   | atleet          | prestatie (0,5 m/s) |
| ------ | --------------- | ------------------- |
| Goud   | Erik Wijmeersch | 20,80 s             |
| Zilver | Gaetan Bernard  | 21,04 s             |
| Brons  | Dominique Labie | 21,29 s             |

| rang   | atlete        | prestatie (-0,5 m/s) |
| ------ | ------------- | -------------------- |
| Goud   | Kim Gevaert   | 23,92 s              |
| Zilver | Elke Bogemans | 24,10 s              |
| Brons  | Leen Mortier  | 24,31 s              |

### 400 m
| rang   | atleet           | prestatie |
| ------ | ---------------- | --------- |
| Goud   | Olivier Melchior | 47,23 s   |
| Zilver | Nathan Kahan     | 47,76 s   |
| Brons  | Frédéric Masson  | 47,81 s   |

| rang   | atlete               | prestatie |
| ------ | -------------------- | --------- |
| Goud   | Katrien Maenhout     | 54,00 s   |
| Zilver | Tonia Oliviers       | 57,07 s   |
| Brons  | Tamara Van Respaille | 57,90 s   |

### 800 m
| rang   | atleet              | prestatie |
| ------ | ------------------- | --------- |
| Goud   | Patrick Grammens    | 1.49,99   |
| Zilver | François Carpentier | 1.50,00   |
| Brons  | Piet Desmet         | 1.50,27   |

| rang   | atlete         | prestatie |
| ------ | -------------- | --------- |
| Goud   | Sandra Stals   | 2.06,54   |
| Zilver | Els Vancoillie | 2.11,10   |
| Brons  | Nadia Feys     | 2.11,22   |

### 1500 m
| rang   | atleet            | prestatie |
| ------ | ----------------- | --------- |
| Goud   | Christophe Impens | 3.42,12   |
| Zilver | Kris Sabbe        | 3.42,80   |
| Brons  | Frédéric Desmedt  | 3.43,41   |

| rang   | atlete            | prestatie |
| ------ | ----------------- | --------- |
| Goud   | Tania Merchiers   | 4.20,81   |
| Zilver | Anja Smolders     | 4.21,67   |
| Brons  | Veerle Dejaeghere | 4.21,89   |

### 5000 m
| rang   | atleet              | prestatie |
| ------ | ------------------- | --------- |
| Goud   | Ruddy Walem         | 14.08,05  |
| Zilver | Koen Van Rie        | 14.10,19  |
| Brons  | Marc Vanderstraeten | 14.27,48  |

| rang   | atlete              | prestatie |
| ------ | ------------------- | --------- |
| Goud   | Marleen Renders     | 15.49,46  |
| Zilver | Anne-Marie Danneels | 15.50,30  |
| Brons  | Anja Peeters        | 16.45,59  |

### 10.000 m[1]
| rang   | atleet        | prestatie |
| ------ | ------------- | --------- |
| Goud   | Ruddy Walem   | 28.36,69< |
| Zilver | Ronny Ligneel | 29.05,55  |
| Brons  | Dirk De Jonge | 29.22,01  |

| rang   | atlete              | prestatie |
| ------ | ------------------- | --------- |
| Goud   | Anne-Marie Danneels | 34.19,64  |
| Zilver | Ingrid Van Giel     | 35.16,04  |
| Brons  | Katia Merlin        | 36.31,68  |

### 110 m horden/100 m horden
| rang   | atleet           | prestatie (2,1 m/s) |
| ------ | ---------------- | ------------------- |
| Goud   | Johan Lisabeth   | 13,57 s             |
| Zilver | Frank Asselman   | 13,58 s             |
| Brons  | Jonathan N'Senga | 13,64 s             |

| rang   | atlete          | prestatie (1,2 m/s) |
| ------ | --------------- | ------------------- |
| Goud   | Nadine Grouwels | 13,34 s             |
| Zilver | Myriam Tschomba | 13,47 s             |
| Brons  | Carine Boux     | 13,76 s             |

### 400 m horden
| rang   | atleet            | prestatie |
| ------ | ----------------- | --------- |
| Goud   | Marc Dollendorf   | 49,89 s   |
| Zilver | Jean-Paul Bruwier | 50,33 s   |
| Brons  | Kjell Provost     | 52,28 s   |

| rang   | atlete            | prestatie |
| ------ | ----------------- | --------- |
| Goud   | Ann Mercken       | 57,14 s   |
| Zilver | Françoise Dethier | 58,52 s   |
| Brons  | Melanie Moreels   | 59,76 s   |

### 3000 m steeple
| rang   | atleet             | prestatie |
| ------ | ------------------ | --------- |
| Goud   | Jos Maes           | 9.04,81   |
| Zilver | Olivier Fumiere    | 9.05,21   |
| Brons  | Alain Vandercammen | 9.05,24   |

### Verspringen
| rang   | atleet          | prestatie |
| ------ | --------------- | --------- |
| Goud   | Erik Nys        | 7,73 m    |
| Zilver | Rudi Vanlancker | 7,64 m    |
| Brons  | Yassin Guellet  | 7,56 m    |

| rang   | atlete              | prestatie |
| ------ | ------------------- | --------- |
| Goud   | Sandrine Hennart    | 6,53 m    |
| Zilver | Catherine Gilmant   | 6,01 m    |
| Brons  | Annelies De Meester | 5,77 m    |

### Hink-stap-springen
| rang   | atleet          | prestatie |
| ------ | --------------- | --------- |
| Goud   | Kedjeloba Mambo | 15,99 m   |
| Zilver | Yassin Guellet  | 15,30 m   |
| Brons  | Djeke Mambo     | 15,19 m   |

| rang   | atlete           | prestatie |
| ------ | ---------------- | --------- |
| Goud   | Heidi Van Collie | 12,52 m   |
| Zilver | Sandra Swennen   | 12,45 m   |
| Brons  | Nancy Polmans    | 11,67 m   |

### Hoogspringen
| rang   | atleet           | prestatie |
| ------ | ---------------- | --------- |
| Goud   | Carl Van Roeyen  | 2,06 m    |
| Zilver | Gerolf De Backer | 2,06 m    |
| Brons  | Eric Hansenne    | 2,06 m    |

| rang   | atlete             | prestatie |
| ------ | ------------------ | --------- |
| Goud   | Natalja Jonckheere | 1,92 m    |
| Zilver | Sabrina De Leeuw   | 1,80 m    |
| Brons  | Heidi Paesen       | 1,80 m    |

### Polsstokhoogspringen
| rang   | atleet          | prestatie |
| ------ | --------------- | --------- |
| Goud   | Domitien Mestré | 5,30 m    |
| Zilver | Alan De Naeyer  | 5,10 m    |
| Brons  | Guy Dewasme     | 4,80 m    |

| rang   | atlete               | prestatie |
| ------ | -------------------- | --------- |
| Goud   | Sophie Zubiolo       | 3,80 m    |
| Zilver | Caroline Goetghebuer | 3,20 m    |
| Brons  | Ilse Claes           | 3,00 m    |

### Kogelstoten
| rang   | atleet               | prestatie |
| ------ | -------------------- | --------- |
| Goud   | Peter Van den Eynden | 16,54 m   |
| Zilver | Wim Blondeel         | 16,07 m   |
| Brons  | Philippe Swinnen     | 15,70 m   |

| rang   | atlete             | prestatie |
| ------ | ------------------ | --------- |
| Goud   | Greet Meulemeester | 15,65 m   |
| Zilver | Veerle Blondeel    | 14,86 m   |
| Brons  | Hilde Gieghase     | 14,28 m   |

### Discuswerpen
| rang   | atleet          | prestatie |
| ------ | --------------- | --------- |
| Goud   | Jo Van Daele    | 58,92 m   |
| Zilver | Wim Blondeel    | 50,76 m   |
| Brons  | Jordy Beernaert | 49,72 m   |

| rang   | atlete             | prestatie |
| ------ | ------------------ | --------- |
| Goud   | Veerle Blondeel    | 51,04 m   |
| Zilver | Greet Meulemeester | 44,84 m   |
| Brons  | Mieke Van Thuyne   | 43,36 m   |

### Speerwerpen
| rang   | atleet              | prestatie |
| ------ | ------------------- | --------- |
| Goud   | Johan Kloeck        | 68,12 m   |
| Zilver | Dirk Van Avert      | 64,30 m   |
| Brons  | Jean-Paul Schlatter | 63,82 m   |

| rang   | atlete        | prestatie |
| ------ | ------------- | --------- |
| Goud   | Leen Wuyts    | 40,90 m   |
| Zilver | Yasmine Salee | 40,16 m   |
| Brons  | Anne Hojka    | 40,06 m   |

### Hamerslingeren
| rang   | atleet             | prestatie |
| ------ | ------------------ | --------- |
| Goud   | Alex Malachenko    | 63,76 m   |
| Zilver | Marnix Verhegghe   | 63,04 m   |
| Brons  | Walter De Wyngaert | 57,08 m   |

| rang   | atlete             | prestatie |
| ------ | ------------------ | --------- |
| Goud   | Laurence Reckelbus | 47,06 m   |
| Zilver | Jennifer Petit     | 43,60 m   |
| Brons  | Sandrine Delcampe  | 42,02 m   |

1889 · 
1890 · 
1891 · 
1892 · 
1893 · 
1894 · 
1895 · 
1896 · 
1897 · 
1898 · 
1899 · 
1900 · 
1901 · 
1902 · 
1903 · 
1904 · 
1905 · 
1906 ·
1907 ·
1908 · 
1909 · 
1910 · 
1911 · 
1912 · 
1913 · 
1914 · 
1919 · 
1920 · 
1921 · 
1922 · 
1923 · 
1924 · 
1925 · 
1926 · 
1927 · 
1928 · 
1929 · 
1930 · 
1931 · 
1932 · 
1933 · 
1934 · 
1935 · 
1936 · 
1937 · 
1938 · 
1939 · 
1940 · 
1941 · 
1942 · 
1943 · 
1944 · 
1945 · 
1946 · 
1947 · 
1948 · 
1949 · 
1950 · 
1951 · 
1952 · 
1953 · 
1954 · 
1955 · 
1956 · 
1957 · 
1958 · 
1959 · 
1960 · 
1961 · 
1962 · 
1963 · 
1964 · 
1965 · 
1966 · 
1967 · 
1968 · 
1969 · 
1970 · 
1971 · 
1972 · 
1973 · 
1974 · 
1975 · 
1976 · 
1977 · 
1978 · 
1979 · 
1980 · 
1981 · 
1982 · 
1983 · 
1984 · 
1985 · 
1986 · 
1987 · 
1988 · 
1989 · 
1990 · 
1991 · 
1992 · 
1993 · 
1994 ·
1995 · 
1996 · 
1997 · 
1998 · 
1999 · 
2000 · 
2001 · 
2002 · 
2003 · 
2004 · 
2005 · 
2006 · 
2007 · 
2008 · 
2009 · 
2010 · 
2011 · 
2012 · 
2013 · 
2014 · 
2015 · 
2016 · 
2017 · 
2018 · 
2019 · 
2020 · 
2021 · 
2022 · 
2023 · 
2024